# 罗格·克卢格
罗格·克卢格（德語：Roger Kluge，1986年2月5日—），生於艾森许滕施塔特，德国自行车运动员。在2008年北京奧運中，獲得男子自行車計分賽的銀牌。其他成績包括2007年在雪梨的世界盃中，在追逐賽中獲得第一名。